# Héronchelles
Héronchelles is een gemeente in het Franse departement Seine-Maritime (regio Normandië) en telt 99 inwoners (2004). De plaats maakt deel uit van het arrondissement Rouen.

## Geografie
De oppervlakte van Héronchelles bedraagt 6,8 km², de bevolkingsdichtheid is 14,6 inwoners per km². Het dorpje, aan weerszijden van de D46 gelegen, telt slechts enige tientallen huizen.
De onderstaande kaart toont de ligging van Héronchelles met de belangrijkste infrastructuur en aangrenzende gemeenten.

## Demografie
Onderstaande figuur toont het verloop van het inwonertal (bron: INSEE-tellingen).